# Baydha
Baydha (ook: Beida, Arabisch: البيضا al-baīḍā) is een van de oudste neolithische nederzettingen van Jordanië en van de Levant. De nederzetting dateert uit het achtste millennium vóór onze tijdrekening, de periode waarin jager-verzamelaars overgingen naar landbouw en veeteelt.  De archeologische site van Baydha bevindt zich enkele kilometers ten noorden van Petra en is alleen te voet te bereiken na een wandeling van een twintigtal minuten vertrekkend van de weg tussen Petra en Siq al-Berid.
Archeologen ontdekten twee bewoningsniveaus. Het eerste niveau werd gedateerd 7000 vóór Chr. (Prekeramisch Neolithicum B). Er waren ronde stenen huizen, gedeeltelijk verzonken in de grond, steunend op een structuur van verticaal geplaatste houten palen. Rondom de nederzetting was een muur gebouwd. Vermoedelijk hielden de bewoners geiten en teelden ze verschillende graansoorten en noten. Allerlei gereedschappen zoals vuur- en maalstenen werden teruggevonden. 
Omstreeks 6600 vóór onze tijdrekening werd het dorp, na een brand, opnieuw opgebouwd. De huizen hadden dan rechte muren en grote en kleine kamers.
Omstreeks 6500 vóór Chr. werd de plaats verlaten en nooit weer bewoond. De Nabateeërs zouden de omringende gronden wel voor hun landbouwactiviteiten hebben gebruikt. Ook nu nog gebruiken semi-nomadenfamilies deze gronden voor graanteelt. 
Een reconstructie van het neolithisch dorp werd vlak naast de archeologische site neergezet.

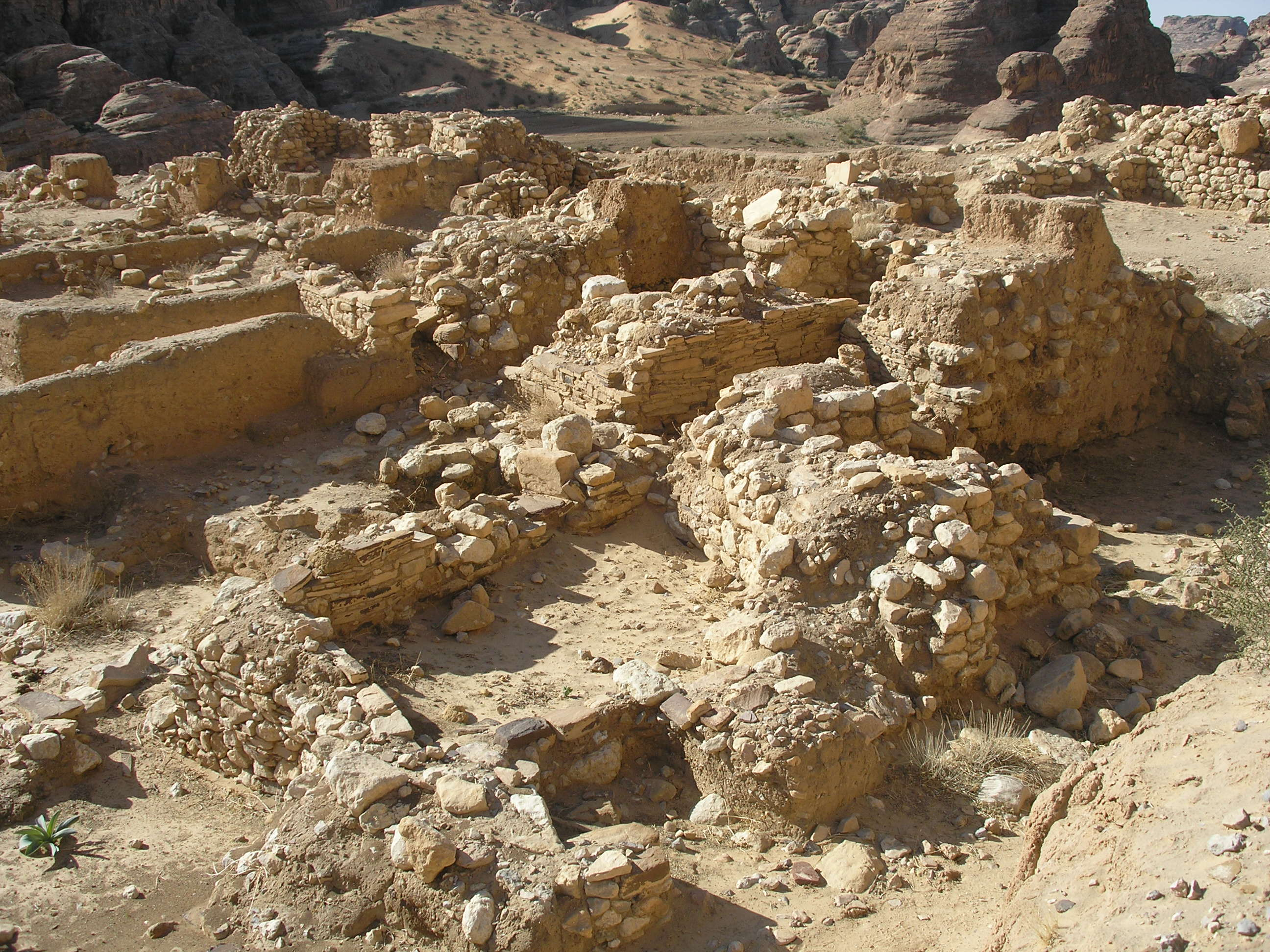